# Distretto di Romitan
Il distretto di Romitan è uno degli 11 distretti della Regione di Bukhara, in Uzbekistan. Il capoluogo è Romitan.
| Controllo di autorità | VIAF (EN) 86147663005560551558 |